# 磐越自動車道

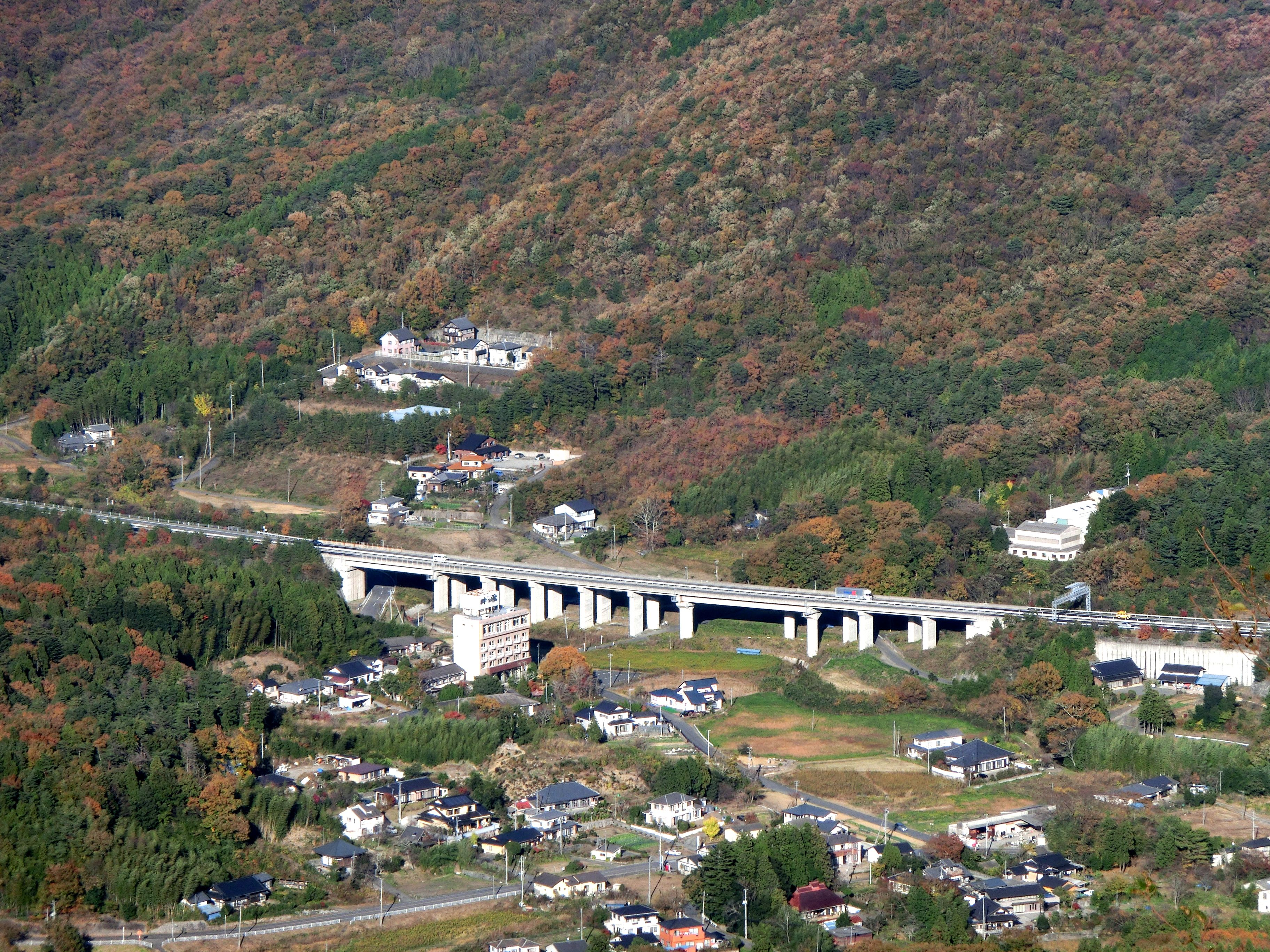
通過磐城市內鄉高野町的磐越自動車道

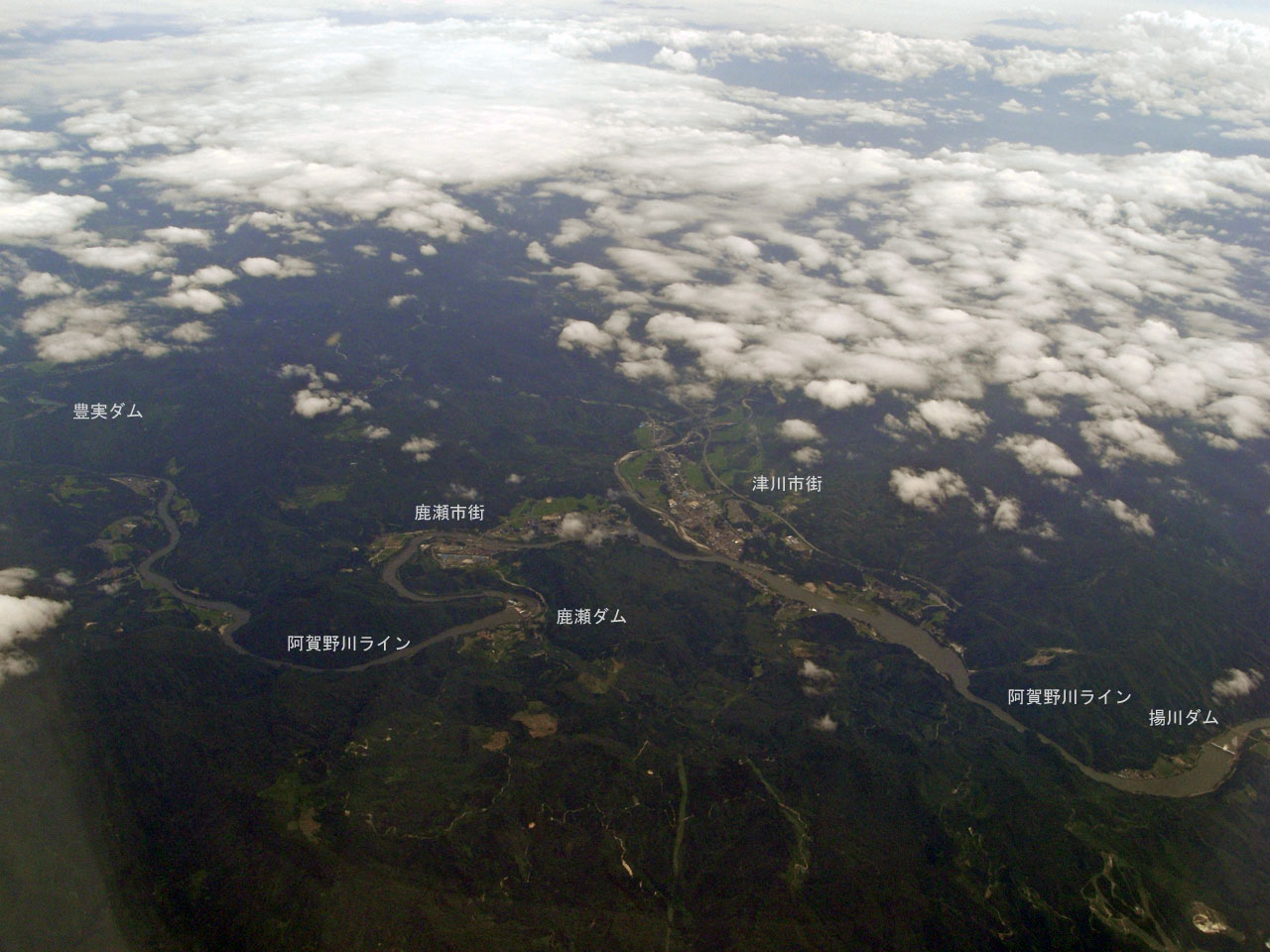
在津川市區與阿賀野川並行的磐越自動車道

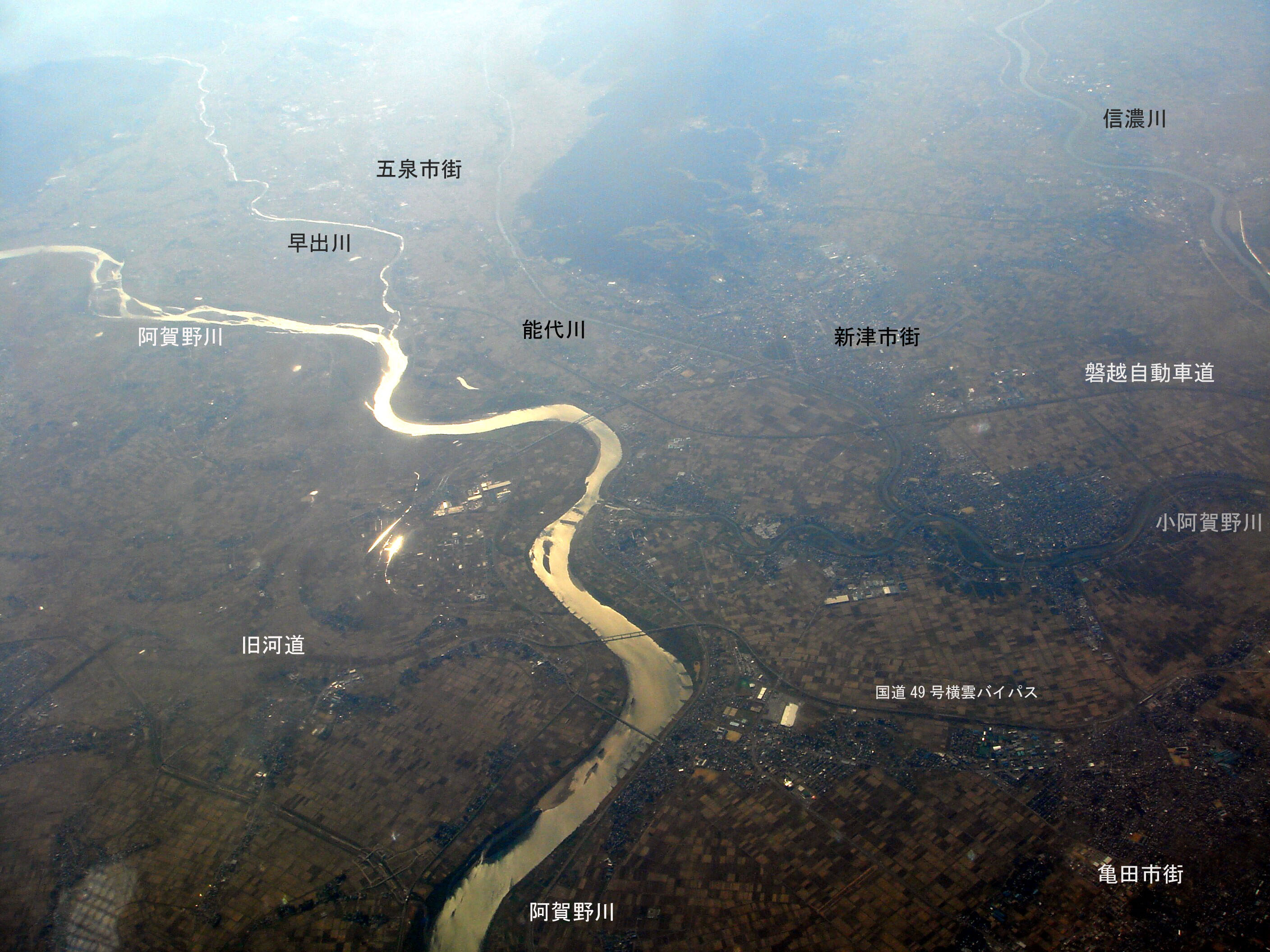
新潟市郊外與阿賀野川併行的磐越自動車道

磐越自動車道（日语：／ Ban-etsu jidōshadō */?）是起於福島縣磐城市磐城系統交流道，經郡山市至新潟縣新潟市江南區新潟中央交流道的高速公路（高速自動車國道）。通稱為磐越道（日语：／ Ban-etsudō */?）。
高速公路路線編號被編為「E49」。

## 概要
1997年（平成9年）10月1日全線開通，由東日本高速道路（NEXCO東日本）管理、營運。與關越自動車道、仙台東部道路及山形自動車道、釜石自動車道及秋田自動車道同為連通太平洋側與日本海側的橫斷軸之一，連結了福島縣濱通、中通、會津地方與新潟縣下越地方。此外，也連接了高速自動車國道的常磐自動車道、東北自動車道、北陸自動車道、日本海東北自動車道等四路線。路線大半與國道49號並行，在阿武隈高地則與國道349號及國道288號 (日本)並行。
磐城系統交流道至新潟中央交流道的直線距離為182.4公里，但磐越道距離達212.7公里，這主要是磐城至會津若松有迂迴至郡山所導致（若是直線連結的話，與東北道的交點會在須賀川市）。
2011年（平成23年）6月20日起，東日本大震災受災戶可免費通行至2012年（平成24年）3月31日，修復、復興等物資輸送卡車、中型車以上巴士可免費通行至2011年（平成23年）8月底。福島第一核電廠事故避難者在上述措施結束後可繼續免費。

### 路線名
「磐越自動車道」是磐城系統交流道至新潟中央交流道的道路名。新潟中央系統交流道至新潟中央交流道實際上是與北陸自動車道、日本海東北自動車道一體運用（新潟中央交流道與系統交流道一體化）。法令的路線名則為東北橫斷自動車道磐城新潟線。
- 東北橫斷自動車道磐城新潟線（日语：東北横断自動車道）：全線

## 交流道
- 交流道（IC）編號欄的背景色為■顯示該部分道路已經啟用，設施名稱欄的背景色為■顯示該部分設施尚未啟用，未通車路段名稱皆為臨時名稱。
- 智能交流道（SIC）以背景色■顯示。沒有標註使用時間的SIC可以24小時使用。
- 巴士站（BS），○為使用中，◆為停用中設施。無標示者為未設置巴士站。
  - 津川IC為△。這是因為該BS起初設於靠近IC的位置而遠離阿賀町的設施和IC設備，並不屬於本自動車道的BS。但是實際運行上視為一部分。
- IC為交流道的簡寫，SIC為智能交流道的簡寫，JCT為系統交流道的簡寫，SA為服務區的簡寫，PA為停車區（日语：パーキングエリア）的簡寫，BS為巴士站的簡寫。

| 交流道 編號 | 中文設施名稱     | 日文設施名稱 | 英文設施名稱 | 接續路線名稱                                      | 磐城起計 里程 （公里） | 巴士站 | 備註                           | 所在地 | 所在地            | 所在地            |
| ----------- | ---------------- | ------------ | ------------ | ------------------------------------------------- | ---------------------- | ------ | ------------------------------ | ------ | ----------------- | ----------------- |
| 16-1        | 磐城JCT          |              |              | E6 常磐自動車道                                   | 0.0                    |        |                                | 福島縣 | 磐城市            | 磐城市            |
| 1           | 磐城三和IC       |              |              | 國道49號 福島縣道66號小名濱小野線                 | 8.8                    |        |                                | 福島縣 | 磐城市            | 磐城市            |
| -           | 差鹽PA           |              |              | -                                                 | 18.7                   |        |                                | 福島縣 | 磐城市            | 磐城市            |
| 2           | 小野IC           |              |              | E80 阿武隈高原道路 國道349號                      | 35.2                   | ○      | 阿武隈高原道路的IC編號為「8」  | 福島縣 | 田村郡 小野町     | 田村郡 小野町     |
| 2-1         | 田村SIC          |              |              | 國道349號                                         | 44.7                   |        |                                | 福島縣 | 田村市            | 田村市            |
| -           | 阿武隈高原SA     |              |              | -                                                 | 46.8                   |        |                                | 福島縣 | 田村市            | 田村市            |
| 3           | 船引三春IC       |              |              | 國道288號 (日本)                                  | 55.7                   |        |                                | 福島縣 | 田村市            | 田村市            |
| -           | 三春PA           |              |              | -                                                 | 59.5                   |        |                                | 福島縣 | 田村郡 三春町     | 田村郡 三春町     |
| 3-1         | 郡山東IC         |              |              | 國道288號                                         | 63.7                   |        |                                | 福島縣 | 郡山市            | 郡山市            |
| 18-1        | 郡山JCT          |              |              | E4 東北自動車道                                   | 71.4                   |        |                                | 福島縣 | 郡山市            | 郡山市            |
| -           | 五百川PA         |              |              | -                                                 | 76.5                   |        |                                | 福島縣 | 郡山市            | 郡山市            |
| 4           | 磐梯熱海IC       |              |              | 福島縣道24號中之澤熱海線                          | 79.6                   |        |                                | 福島縣 | 郡山市            | 郡山市            |
| 5           | 豬苗代磐梯高原IC |              |              | 國道115號                                         | 97.6                   |        |                                | 福島縣 | 耶麻郡            | 豬苗代町          |
| -           | 磐梯山SA         |              |              | -                                                 | 105.3                  |        |                                | 福島縣 | 耶麻郡            | 磐梯町            |
| 6           | 磐梯河東IC       |              |              | 福島縣道64號會津若松裏磐梯線                      | 111.5                  |        |                                | 福島縣 | 會津若松市        | 會津若松市        |
| 7           | 會津若松IC       |              |              | 國道121號                                         | 117.5                  |        | 此起往新潟中央JCT方向 對面通行 | 福島縣 | 會津若松市        | 會津若松市        |
| 7-1         | 新鶴PA/SIC       |              |              |                                                   | 124.7                  |        |                                | 福島縣 | 大沼郡 會津美里町 | 大沼郡 會津美里町 |
| 8           | 會津坂下IC       |              |              | 國道49號 國道252號                                | 132.4                  |        |                                | 福島縣 | 河沼郡 會津坂下町 | 河沼郡 會津坂下町 |
| 9           | 西會津IC/PA      |              |              | 福島縣道16號喜多方西會津線 國道49號（西會津繞道） | 143.8                  | ○      |                                | 福島縣 | 耶麻郡 西會津町   | 耶麻郡 西會津町   |
| -           | 上川PA           |              |              | -                                                 | 162.6                  |        |                                | 新潟縣 | 東蒲原郡 阿賀町   | 東蒲原郡 阿賀町   |
| 10          | 津川IC           |              |              | 新潟縣道89號津川Inter線                           | 166.2                  | △      |                                | 新潟縣 | 東蒲原郡 阿賀町   | 東蒲原郡 阿賀町   |
| -           | 三川BS           |              |              | -                                                 | 172.8                  | ○      |                                | 新潟縣 | 東蒲原郡 阿賀町   | 東蒲原郡 阿賀町   |
| 11          | 三川IC           |              |              | 新潟縣道587號三川Inter線                          | 174.0                  |        |                                | 新潟縣 | 東蒲原郡 阿賀町   | 東蒲原郡 阿賀町   |
| -           | 阿賀野川SA       |              |              | -                                                 | 181.0                  |        | 下行線為緊急進入路             | 新潟縣 | 東蒲原郡 阿賀町   | 東蒲原郡 阿賀町   |
| 12          | 安田IC           |              |              | 新潟縣道41號白根安田線                            | 188.9                  | ○      |                                | 新潟縣 | 阿賀野市          | 阿賀野市          |
| -           | 五泉PA           |              |              | -                                                 | 191.2                  |        |                                | 新潟縣 | 五泉市            | 五泉市            |
| 13          | 新津IC           |              |              | 新潟縣道34號新津停車場線                          | 198.5                  |        |                                | 新潟縣 | 新潟市            | 秋葉區            |
| -           | 川口BS           |              |              | -                                                 | 202.2                  | ○      |                                | 新潟縣 | 新潟市            | 秋葉區            |
| 13-1        | 新津西SIC        |              |              | 國道403號                                         | 204.2                  |        | 新潟中央JCT方向出入口          | 新潟縣 | 新潟市            | 秋葉區            |
| -           | 酒屋BS           |              |              | -                                                 | 207.5                  | ○      |                                | 新潟縣 | 新潟市            | 江南區            |
| -           | 新潟PA           |              |              | -                                                 | 208.6                  |        |                                | 新潟縣 | 新潟市            | 江南區            |
| 42          | 新潟中央JCT      |              |              | E7 日本海東北自動車道 E8 北陸自動車道             | 211.9                  |        |                                | 新潟縣 | 新潟市            | 江南區            |
| 14          | 新潟中央IC       |              |              | 新潟縣道16號新潟龜田內野線                        | 212.7                  |        |                                | 新潟縣 | 新潟市            | 江南區            |

- 里程牌從常磐道方向匯合起點0.5公里處開始設置。

## 歷史
- 1990年10月31日：郡山系統交流道至磐梯熱海交流道通車[4]。
- 1991年8月7日：磐梯熱海交流道至豬苗代磐梯高原交流道通車[4]。
- 1992年10月29日：豬苗代磐梯高原交流道至會津坂下交流道通車[4][5]。
- 1994年7月28日：安田交流道至新潟中央交流道通車[6]、北陸自動車道と接続する[7][b]。
- 1995年8月2日：磐城系統交流道至郡山系統交流道間通車[4]，與常磐自動車道連接。
- 1996年10月17日：會津坂下交流道至西會津交流道通車[4]。
- 1996年11月14日：津川交流道至安田交流道通車[7][8]。
- 1997年10月1日：西會津交流道至津川交流道通車[4][7]，全線通車[2]。
- 1999年4月27日：磐梯熱海交流道至豬苗代磐梯高原交流道拓寬為4車道。
- 2001年10月31日：磐梯山服務區至磐梯河東交流道拓寬為4車道。
- 2004年11月19日：郡山東交流道至郡山系統交流道間拓寬為4車道。
- 2004年12月1日：磐城三和交流道至差盐停车区間拓寬為4車道。
- 2005年12月26日：新鶴停车区智慧型交流道開始進行社會實驗（2007年3月31日社會實驗結束）。
- 2006年11月22日：小野交流道至阿武隈高原服務區拓寬為4車道。
- 2007年4月1日：新鶴智慧型交流道啟用。
- 2007年11月17日：阿武隈高原服務區至船引三春交流道拓寬為4車道。
- 2008年11月14日：船引三春交流道至郡山東交流道拓寬為4車道。
- 2008年11月30日：磐城系統交流道至磐城三和交流道、差盐停车区-小野IC間拓寬為4車道。
- 2009年（平成21年）6月30日：新津西智慧型交流道取得連結許可[9]。
- 2011年（平成23年）
  - 6月20日：東日本大震災受災戶與被災者與福島第一核電廠事故避難者、重建復興等物資卡車與中型車以上巴士開始開放免費通行[3]。
  - 12月17日：新津西智慧型交流道啟用[7]。
- 2014年（平成26年）7月25日：新規劃田村智慧型交流道[10]。
- 2019年（平成31年/令和元年）
  - 3月17日：田村智慧型交流道啟用[11]。
  - 3月29日：三川交流道至安田交流道之間的部分路段取得國土交通省4線道化工程許可[12]。
  - 9月4日：國土交通省將磐越道暫定2車道區間的會津若松交流道至安田交流道列為10至15年後4線道化優先整備區間[13][14][15][16]。
- 2020年（令和2年）
  - 3月10日：國土交通省將磐越道4線道化優先整備區間的會津坂下交流道至津川交流道的部分路段列為2020年度新4線道化事業動工候選路段[17][18][19]。
  - 3月31日：會津坂下交流道至津川交流道間部分路段取得國土交通省4線道化工程許可[20]。
- 2021年（令和3年）
  - 3月5日：國土交通省將磐越道4線道化優先整備區間的會津坂下交流道至西會津交流道與三川交流道至安田交流道列為2021年度新4線道化事業動工候選路段[21][22][23]。
  - 3月30日：會津坂下交流道至西會津交流道與三川交流道至安田交流道取得國土交通省4線道化工程許可[24]。

## 路線狀況

### 車道數及最高限速
| 區間                                | 車道數 上下線=上行線+下行線 | 最高限速 | 備註 |
| ----------------------------------- | --------------------------- | -------- | ---- |
| 磐城系統交流道 - 會津若松交流道     | 4=2+2                       | 80km/h   |      |
| 會津若松交流道 - 安田交流道         | 2=1+1 （暫定2車道）         | 70km     | ※    |
| 安田交流道 - 五泉停车区             | 4=2+2                       | 80 km/h  |      |
| 五泉停车区 - 新潟停车区             | 2=1+1 （暫定2車線）         | 70km/h   |      |
| 新潟停车区 - 新潟中央系統交流道     | 4=2+2                       | 100km/h  |      |
| 新潟中央系統交流道 - 新潟中央交流道 | 4=2+2                       | 40km/h   |      |

- ※會津若松交流道至安田交流道為4線道化優先整備區間[13][14][15]。其中，會津坂下交流道至黑森山隧道、三川交流道至安田交流道已在施工。

交流道、服務區、停車區、部分隧道附近設有超車線。新津交流道附近的超車線速限為80km/h。

### 服務區、停車區
所有服務區與五百川停車區都有商店。磐梯山服務區與阿賀野川服務區設有餐廳，阿武隈高原服務區有美食區。加油站設於阿武隈高原服務區與磐梯山服務區，除了阿武隈高原服務區外其他都是24小時營業。24小間營業的商店僅有阿賀野川服務區下行線的FamilyMart。除五百川停車區以外，其他停車區都只有廁所與自動販賣機。

### 主要構造物

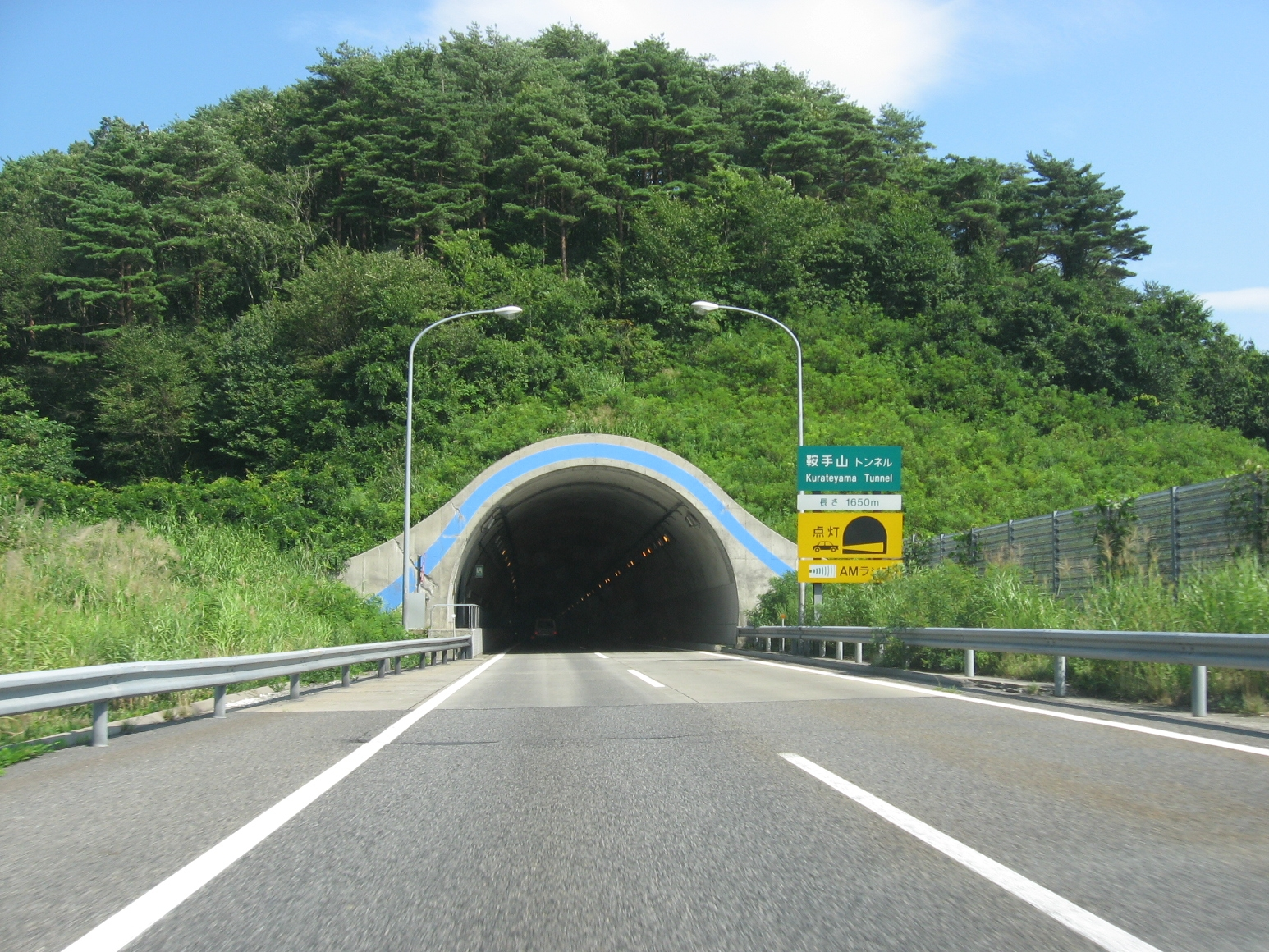
鞍手山隧道（上行線）

長度資料取自於NEXCO資料。
| 區間                                  | 構造物名      | 長度      | 長度      | 注釋  |
| 區間                                  | 構造物名      | 上行線    | 下行線    | 注釋  |
| ------------------------------------- | ------------- | --------- | --------- | ----- |
| 磐城系統交流道 - 磐城三和交流道       | 合戶隧道      | 383公尺   | 373公尺   |       |
| 磐城三和交流道 - 差鹽停車區           | 渡戶隧道      | 1,136公尺 | 1,131公尺 |       |
| 小野交流道 - 田村智慧型交流道         | 新風越隧道    | 463公尺   | 537公尺   |       |
| 郡山東交流道 - 郡山系統交流道         | 新阿武隈川橋  | 385.0公尺 | 385.4公尺 |       |
| 磐梯熱海交流道 - 豬苗代磐梯高原交流道 | 高玉東隧道    | 1,112公尺 | 1,122公尺 |       |
| 磐梯熱海交流道 - 豬苗代磐梯高原交流道 | 高玉西隧道    | 1,019公尺 | 993公尺   |       |
| 磐梯熱海交流道 - 豬苗代磐梯高原交流道 | 新中山隧道    | 1,786公尺 | 1,820公尺 |       |
| 磐梯熱海交流道 - 豬苗代磐梯高原交流道 | 鞍手山隧道    | 1,648公尺 | 1,669公尺 |       |
| 磐梯熱海交流道 - 豬苗代磐梯高原交流道 | 關都隧道      | 1,443公尺 | 1,488公尺 | [ c ] |
| 磐梯熱海交流道 - 豬苗代磐梯高原交流道 | 關都防雪棚    | 50公尺    | 52公尺    | [ c ] |
| 會津若松交流道 - 新鶴停車區           | 阿賀川橋      | 598.0公尺 |           |       |
| 會津若松交流道 - 新鶴停車區           | 宮川橋        | 314.0公尺 | 314.0公尺 |       |
| 新鶴停車區 - 會津坂下交流道           | 七折隧道      | 2,358公尺 |           |       |
| 會津坂下交流道 - 會津交流道           | 只見川橋      | 311.0公尺 |           |       |
| 會津坂下交流道 - 會津交流道           | 束松隧道      | 1,325公尺 |           |       |
| 會津坂下交流道 - 會津交流道           | 鳥屋山隧道    | 2,600公尺 |           |       |
| 會津坂下交流道 - 會津交流道           | 西會津隧道    | 1,018公尺 |           |       |
| 西會津交流道 - 上川停車區             | 長坂隧道      |           | 736公尺   |       |
| 西會津交流道 - 上川停車區             | 龍嶽隧道      |           | 3,659公尺 |       |
| 西會津交流道 - 上川停車區             | 黑森山隧道    |           | 2,759公尺 | [ d ] |
| 西會津交流道 - 上川停車區             | 黑森山防雪棚1 |           | 290公尺   | [ d ] |
| 西會津交流道 - 上川停車區             | 黑森山防雪棚2 | 310公尺   | 310公尺   |       |
| 西會津交流道 - 上川停車區             | 小出隧道      |           | 1,121公尺 |       |
| 津川交流道 - 三川交流道               | 燒山隧道      | 2,997公尺 |           |       |
| 津川交流道 - 三川交流道               | 揚川橋        | 310.0公尺 |           |       |
| 津川交流道 - 三川交流道               | 谷花橋        | 540.0公尺 | 540.0公尺 |       |
| 三川交流道 - 阿賀野川服務區           | 吉津隧道      | 906公尺   | 952公尺   |       |
| 三川交流道 - 阿賀野川服務區           | 西山隧道      | 2,400公尺 |           |       |
| 三川交流道 - 阿賀野川服務區           | 長谷隧道      | 263公尺   |           |       |
| 三川交流道 - 阿賀野川服務區           | 熊渡隧道      | 157公尺   |           |       |
| 阿賀野川服務區 - 安田交流道           | 石間釣濱橋    | 522.0公尺 | 526.0公尺 |       |
| 阿賀野川服務區 - 安田交流道           | 小松隧道      | 200公尺   |           |       |
| 阿賀野川服務區 - 安田交流道           | 寶珠山隧道    | 611公尺   |           |       |
| 安田交流道 - 五泉停車區               | 阿賀野川橋    | 1,142公尺 | 1,142公尺 | [ e ] |
| 五泉停車區 - 新津交流道               | 早出川橋      |           | 354.0公尺 |       |
| 新津交流道 - 新津西智慧型交流道       | 能代川橋      |           | 306.0公尺 |       |

### 隧道數
| 區間                                  | 上行線 | 下行線 |
| ------------------------------------- | ------ | ------ |
| 磐城系統交流道 - 磐城三和交流道       | 1      | 1      |
| 磐城三和交流道 - 差盐停车区           | 1      | 1      |
| 差盐停车区 - 小野交流道               | 0      | 0      |
| 小野交流道 - 田村智慧型交流道         | 1      | 1      |
| 田村智慧型交流道 - 磐梯熱海交流道     | 0      | 0      |
| 磐梯熱海交流道 - 豬苗代磐梯高原交流道 | 5      | 5      |
| 豬苗代磐梯高原交流道 - 會津若松交流道 | 0      | 0      |
| 會津若松交流道 - 新鶴停车区           | 0      | 0      |
| 新鶴停车区 - 會津坂下交流道           | 1      | 1      |
| 會津坂下交流道 - 西會津交流道         | 3      | 3      |
| 西會津交流道 - 上川停车区             | 4      | 4      |
| 上川停车区 - 津川交流道               | 0      | 0      |
| 津川交流道 - 三川交流道               | 1      | 1      |
| 三川交流道 - 阿賀野川服務區           | 4      | 4      |
| 阿賀野川服務區 - 安田交流道           | 2      | 2      |
| 安田交流道 - 新潟中央交流道           | 0      | 0      |
| 合計                                  | 23     | 23     |

※會津若松交流道以西隧道是暫定2車線無分隔雙向車道，上下線共用隧道。

### 四線道化進程
磐越道在1997年（平成9年）全線開通後陸續進行拓寬工程，會津若松交流道以東在2008年（平成20年）完成4線道化。另一方面，會津若松交流道以西，除了交流道與休憩設施周邊的主線匯合處以外，都為暫定2車線區間。其中，多事故路段的三川交流道至阿賀野川服務區|部分路段（約1.5公里）在2013年（平成25年）11月至2017年（平成29年）11月完成4線道化整備，2019年度（平成31年度、令和元年度）起為防止土石災害，於阿賀野川服務區至安田交流道區間（約5.1公里）進行4線道化整備。然而，4線道化整備的標準之一是一日交通量達1萬台以上，相對於已完成的豬苗代磐梯高原交流道至會津若松交流道等東側區間的1萬3千台，未整備區間的會津若松以西區間最大僅新潟中央交流道至新津交流道間的8千多台（2010年度），因此遲遲未有全線四線道化的計畫。而全線的無分隔雙向車道長度約有95.2公里，將近全線一半，其安全性在路面狀況惡化的冬季期間特別受到質疑。
磐越道是日本唯一單獨連結太平洋與日本海的高速道路，在東日本大震災與2011年新潟、福島豪雨期間成為緊急車輛與資材運送車輛的指定輸送道路，是受災地的「生命之道」，而新潟東港在震災後貨櫃量的提升也增加了磐越道的大型車交通量。
對此，福島縣與新潟縣沿線八個商工會議所在2012年（平成24年）5月7日向北陸地方整備局、同年5月10日向東北地方整備局提出全線4線道化請願書。北陸整備局長表示「考慮列為下個4線道化候選」「財源問題、交通量是今後的研討課題」，東北整備局長也回應「不只縱軸，安定的橫向交通軸也很重要」。
時任國土交通相太田昭宏在2015年（平成27年）9月8日參議院國土交通委員會中，對於常磐道暫定區間4線道化與磐越道4線道化表示「交通量雖然較少，也有大雪封閉的問題。會在優先順位明確後研擬對策」，國土交通省將於同年10月高速自動車國道法施行令修正後進行整備計畫擬定。
2019年（平成31年），國交省在全國約1600公里的收費高速道路無分隔雙向車道路段中，選出大約一半的880公里路段優先進行4線道化。其中，會津若松交流道至安田交流道間約71公里成為優先整備區間，目標10年至15年內完成，然而安田交流道至新潟中央系統交流道約25公里區間未被列入優先整備區間。

### 道路管理者
- 東日本高速道路東北支社（日语：東日本高速道路東北支社）
  - 磐城管理事務所：磐城系統交流道 - 磐城三和交流道
  - 郡山管理事務所：磐城三和交流道 - 磐梯熱海交流道
  - 會津若松管理事務所：磐梯熱海交流道 - 津川交流道
- 東日本高速道路東日本高速道路新潟支社（日语：東日本高速道路新潟支社）
  - 新潟管理事務所：津川交流道 - 新潟中央交流道

#### 高速公路廣播
- 差鹽（磐城三和交流道 - 小野交流道）※常磐道全通時設置
- 五百川（郡山系統交流道 - 磐梯熱海交流道）
- 新津（新津交流道 - 新潟停車區）

### 交通量
24小時交通量（台）　道路交通調查
| 區間                                    | 平成17（2005）年度 | 平成22（2010）年度 | 平成27（2015）年度 |
| --------------------------------------- | ------------------ | ------------------ | ------------------ |
| 磐城系統交流道 - 磐城三和交流道         | 09,132             | 10,469             | 13,221             |
| 磐城三和 - 小野交流道                   | 09,361             | 10,858             | 13,625             |
| 小野交流道 - 田村智慧型交流道           | 09,490             | 10,941             | 12,770             |
| 田村智慧型交流道 - 船引三春交流道       | 09,490             | 10,941             | 12,770             |
| 船引三春交流道 - 郡山東交流道           | 10,579             | 12,164             | 13,890             |
| 郡山東交流道 - 郡山系統交流道           | 10,155             | 11,229             | 11,963             |
| 郡山系統交流道 - 磐梯熱海交流道         | 14,001             | 13,843             | 15,349             |
| 磐梯熱海交流道 - 豬苗代磐梯高原交流道   | 14,206             | 14,119             | 15,412             |
| 豬苗代磐梯高原交流道 - 磐梯河東交流道   | 12,887             | 13,475             | 14,767             |
| 磐梯河東交流道 - 會津若松交流道         | 10,175             | 11,031             | 12,285             |
| 會津若松交流道 - 新鶴停車區智慧型交流道 | 06,808             | 07,288             | 07,545             |
| 新鶴停車區智慧型交流道 - 會津坂下交流道 | 06,808             | 06,963             | 07,238             |
| 會津坂下交流道 - 西會津交流道           | 06,419             | 06,402             | 06,691             |
| 西會津交流道 - 津川交流道               | 06,203             | 06,111             | 06,278             |
| 津川交流道 - 三川交流道                 | 07,132             | 07,106             | 06,865             |
| 三川交流道 - 安田交流道                 | 07,101             | 07,152             | 06,985             |
| 安田交流道 - 新津交流道                 | 07,566             | 07,561             | 07,333             |
| 新津交流道 - 新津西智慧型交流道         | 8,246              | 08,451             | 07,712             |
| 新津西智慧型交流道 - 新潟中央系統交流道 | 8,246              | 08,451             | 08,908             |
| 新潟中央系統交流道 - 新潟中央交流道     | 06,667             | 16,246             | 06,788             |

（來源：「平成22年度道路交通センサス （页面存档备份，存于）」・「平成27年度全国道路・街路交通情勢調査 （页面存档备份，存于）」（國土交通省網頁））
- 令和2年度預定實施的交通量調査因嚴重特殊傳染性肺炎的影響而延期[39]。

#### 堵塞
平常鮮少堵塞，但黃金周、盂蘭盆節等大型連假期間仍有機會發生。
磐城系統交流道至郡山系統交流道與常磐道同為東北道的迂迴路線，過去部分路段會發生數公里的堵塞，但4線道化已完全改善。不過，東北道下行安達太良服務區與福島隧道的堵塞可能會從郡山系統交流道延伸到磐越道下行的郡山東交流道一帶。
此外，會津若松交流道以西的無分隔雙向車道也有部分區間會出現數公里長的堵塞。
以前會津若松交流道至磐梯熱海交流道、磐城系統交流道至郡山系統交流道尚未拓寬時，黃金周、盂蘭盆節、紅葉季等出遊高峰期間常有嚴重堵塞。

#### 其他
2008年（平成20年）岩手宮城內陸地震時，磐城系統交流道至磐城三和交流道暫時封閉。

## 地理

### 通過自治體
- 福島縣
  - 磐城市 - 田村郡小野町 - 田村市 - 田村郡三春町 - 郡山市 - 田村郡三春町 - 郡山市 - 本宮市 - 郡山市 - 耶麻郡猪苗代町 - 耶麻郡磐梯町 - 會津若松市 - 河沼郡會津坂下町 - 會津若松市 - 河沼郡會津坂下町 - 會津若松市 - 大沼郡會津美里町 - 河沼郡會津坂下町 - 耶麻郡西會津町
- 新潟縣
  - 東蒲原郡阿賀町 - 阿賀野市 - 五泉市 - 新潟市（秋葉區 - 江南區）

### 連接高速公路
- E6 常磐自動車道（於磐城系統交流道連接）
- E80 阿武隈高原道路（日语：あぶくま高原道路）（於小野交流道連接）
- E4 東北自動車道（於郡山系統交流道連接）
- E8 北陸自動車道（於新潟中央系統交流道連接）
- E7 日本海東北自動車道（於新潟中央系統交流道連接）

### 來源
1. ↑  . 国土交通省.   [2020-11-20]. （原始内容存档于2022-06-27）.
2. 1 2   (PDF). 東日本高速道路.   [2020-10-16]. （原始内容 (PDF)存档于2022-07-03）.
3. 1 2  東日本大震災を踏まえた高速道路の料金について （页面存档备份，存于） - 国土交通省 報道発表資料 2011年6月8日
4. 1 2 3 4 5 6  . 福島縣. 2013-12-01  [2020-10-16]. （原始内容存档于2022-07-04）.
5. ↑  . 交通新聞 (交通新聞社). 1992-10-31: 2.
6. ↑  . 交通新聞 (交通新聞社). 1994-07-12: 1.
7. 1 2 3 4  . 新潟縣土木部道路建設課. 2019-03-29  [2020-10-16]. （原始内容存档于2022-07-04）.
8. ↑  . 交通新聞 (交通新聞社). 1996-11-18: 3.
9. ↑  高速自動車国道へのインターチェンジの追加設置について （页面存档备份，存于）（報道発表資料） - 国土交通省
10. ↑  スマートインターチェンジの新規採択について （页面存档备份，存于）（報道発表資料） - 国土交通省
11. ↑   (PDF). 田村市・東日本高速道路株式会社. 2019-02-12  [2021-01-07]. （原始内容 (PDF)存档于2021-01-08）.
12. ↑   (PDF). 国土交通省道路局. 2019-03-29  [2019-03-29]. （原始内容 (PDF)存档于2022-06-19）.
13. 1 2 3   (PDF). 国土交通省. 2019-09-04  [2020-12-15]. （原始内容 (PDF)存档于2022-05-17）.
14. 1 2 3   (PDF). 国土交通省. 2019-09-04  [2020-12-15]. （原始内容 (PDF)存档于2022-05-17）.
15. 1 2  . トラベル Watch. 2019-09-06  [2021-03-18]. （原始内容存档于2022-07-04）.
16. 1 2  . 福島民友新聞社. 2019-09-05  [2021-02-22]. （原始内容存档于2021-02-22） （日语）.
17. ↑   (PDF). 国土交通省 道路局. 2020-03-10  [2020-12-15]. （原始内容 (PDF)存档于2022-06-19）.
18. ↑  . トラベル Watch. 2020-03-10  [2021-03-18]. （原始内容存档于2022-07-04）.
19. ↑  . 乗りものニュース編集部. 2020-03-10  [2021-03-18]. （原始内容存档于2022-07-04）.
20. ↑   (PDF). 国土交通省 道路局. 2020-03-31  [2020-12-26]. （原始内容 (PDF)存档于2022-06-19）.
21. ↑   (PDF). 国土交通省 道路局. 2021-03-05  [2021-03-05]. （原始内容 (PDF)存档于2022-06-19）.
22. ↑  . トラベル Watch. 2021-03-05  [2021-03-18]. （原始内容存档于2022-07-05）.
23. ↑  . 乗りものニュース編集部. 2020-03-08  [2021-03-18]. （原始内容存档于2022-07-06）.
24. ↑   (PDF). 国土交通省 道路局. 2021-03-30  [2021-03-30]. （原始内容 (PDF)存档于2021-08-31）.
25. ↑   (PDF). 高速道路のインフラ長寿命化計画（行動計画）. 東日本高速道路: 27, 29, 63.   [2020-10-16]. （原始内容 (PDF)存档于2022-07-04）.
26. ↑   (PDF). 高速道路のインフラ長寿命化計画（行動計画）. 東日本高速道路: 2, 4.   [2020-10-16]. （原始内容 (PDF)存档于2022-07-04）.
27. ↑   (PDF). 高速道路のインフラ長寿命化計画（行動計画）. 東日本高速道路.   [2020-10-16]. （原始内容 (PDF)存档于2022-07-04）.
28. ↑   (PDF). 虹橋 No.50. 日本橋梁建設協會: 34. 1994-01  [2020-10-16]. （原始内容 (PDF)存档于2022-07-05）.
29. ↑  . 共同通信 (共同通信社). 2015-06-16.
30. ↑  磐越道 三川IC~安田IC間の付加車線が完成します ~一部区間の対面通行が解消され、安全性・快適性がより高まります~（東日本高速道路株式会社新潟支社）2017年10月26日PDF
31. ↑   (PDF). 国土交通省.   [2019年6月5日]. （原始内容 (PDF)存档于2022年6月19日）.
32. 1 2 3 4  . 福島民報 (福島民報社). 2012-04-16.
33. 1 2  . 福島県 高速道路室. 2020-03-23  [2021-02-22]. （原始内容存档于2021-05-18）.
34. 1 2   (PDF). 福島県 高速道路室. 2021-01-27  [2021-02-22]. （原始内容 (PDF)存档于2022-07-04）.
35. ↑  . 產經新聞 (產業經濟新聞社). 2012-02-28.
36. 1 2  . 会津若松商工会議所. 2012-05-07  [2021-01-07]. （原始内容存档于2021-01-09）.
37. 1 2  . 会津若松商工会議所. 2012-05-10  [2021-01-07]. （原始内容存档于2021-01-08）.
38. ↑  . 福島民報社. 2015-09-09  [2021-01-13]. （原始内容存档于2022-07-04）.
39. ↑   (PDF). 国土交通省 道路局. 2020-10-14  [2021-05-09]. （原始内容 (PDF)存档于2022-03-27）.

## 相關項目
- 高速自動車國道
- 東北地方道路列表（日语：東北地方の道路一覧）
- 中部地方道路列表
- 磐越東線、磐越西線：大致並行的鐵道路線

## 外部連結
- NEXCO東日本 （页面存档备份，存于）